# Johann Arfvedson
Johann August Arfvedson (ur. 12 stycznia 1792, zm. 28 października 1841) – chemik szwedzki, odkrywca pierwiastka chemicznego – litu (1817). Członek Królewskiej Szwedzkiej Akademii Nauk (od 1821). Jego imieniem nazwano minerał arfvedsonit.